# Bài toán Monty Hall

Trong việc tìm kiếm một chiếc xe mới, người chơi chọn một cánh cửa, ví dụ như cửa 1. Người dẫn chương trình sau đó mở một trong những cánh cửa khác, ví dụ cửa 3, để tiết lộ một con dê và đề xuất để người chơi đổi từ cửa 1 sang cửa 2.

Bài toán Monty Hall là một bài toán hóc búa về xác suất dựa trên chương trình Let's Make a Deal của Mỹ và được đặt theo tên của người dẫn chương trình đầu tiên, Monty Hall. Bài toán này được đặt ra (và giải quyết) lần đầu trong một bức thư của Steve Selvin gửi đến tạp chí American Statistician vào năm 1975. Nó trở nên nổi tiếng như một câu hỏi từ bức thư của độc giả Craig F. Whitaker được trích dẫn trong cột "Hỏi Marilyn" của Marilyn vos Savant trên tạp chí Parade vào năm 1990:
Giả sử bạn đang tham gia một trò chơi truyền hình, và bạn được cho lựa chọn ba cánh cửa: Phía sau một cánh cửa là một chiếc xe hơi; phía sau hai cánh cửa còn lại là dê. Bạn chọn một cánh cửa, giả sử là số 1, và người dẫn chương trình, người biết điều gì đằng sau các cánh cửa, mở một cánh cửa khác, giả sử là số 3, có một con dê. Anh ta sau đó nói với bạn, "Bạn có muốn chọn cánh cửa số 2 không?" Liệu việc bạn thay đổi lựa chọn có lợi thế cho bạn không?

Câu trả lời của Savant là nên chuyển sang cánh cửa khác. Với các giả định tiêu chuẩn, chiến lược đổi cửa có xác suất 2/3 để giành chiến thắng chiếc xe, trong khi chiến lược giữ nguyên lựa chọn ban đầu chỉ có xác suất 1/3. Khi người chơi đầu tiên đưa ra quyết định của mình, có 2/3 khả năng chiếc xe đứng sau một trong những cánh cửa chưa được chọn. Xác suất này không thay đổi sau khi người dẫn chương trình tiết lộ một con dê đứng sau một trong những cánh cửa chưa được chọn. Khi người dẫn chương trình cung cấp thông tin về hai cánh cửa chưa được chọn (tiết lộ rằng một trong chúng không có chiếc xe đứng sau), khả năng 2/3 của chiếc xe đứng sau một trong những cánh cửa chưa được chọn dựa vào cánh cửa chưa được chọn và chưa được tiết lộ, so với xác suất 1/3 của chiếc xe đứng sau cánh cửa mà người thí sinh đã chọn ban đầu. Các xác suất được cung cấp phụ thuộc vào giả định cụ thể về cách người dẫn chương trình và người tham gia chọn cửa của họ. Một hiểu biết quan trọng là, trong các điều kiện tiêu chuẩn này, có nhiều thông tin hơn về cánh cửa 2 và 3 so với thông tin có sẵn ở đầu trò chơi khi cánh cửa 1 được chọn bởi người chơi: hành động của người dẫn chương trình tăng giá trị cho cánh cửa không bị loại bỏ, nhưng không tăng giá trị cho cánh cửa mà người thí sinh đã chọn ban đầu. Một hiểu biết khác là việc đổi cửa là một hành động khác biệt so với việc chọn ngẫu nhiên giữa hai cánh cửa còn lại, vì hành động trước đó sử dụng thông tin trước đó và hành động sau không. Các hành vi khả thi khác của người dẫn chương trình ngoài hành động được mô tả có thể tiết lộ thông tin bổ sung khác nhau hoặc không có thông tin gì cả và tạo ra các xác suất khác nhau.
Nhiều độc giả của cột của Savant từ chối tin rằng việc đổi cửa mang lại lợi ích và phản đối cách giải thích này. Sau khi vấn đề được đăng trên tạp chí Parade, khoảng 10.000 độc giả, trong đó có gần 1.000 người có bằng tiến sĩ, đã viết thư tới tạp chí, hầu hết trong số họ đều cho rằng Savant sai.  Ngay cả khi được giải thích, mô phỏng và chứng minh toán học hình thức, nhiều người vẫn không chấp nhận rằng việc đổi cửa là chiến lược tốt nhất. Paul Erdős, một trong những nhà toán học sáng tạo nhất trong lịch sử, vẫn không bị thuyết phục cho đến khi được xem một mô phỏng máy tính chứng minh kết quả được dự đoán của Savant.
Bài toán này là một loại nghịch lý về sự chân thực, vì giải pháp rất ngược trực giác đến mức có thể dường như vô lý nhưng vẫn là đúng đã được chứng minh. Bài toán Monty Hall liên quan mật thiết về mặt toán học với bài toán ba tù nhân trước đó cho đến nghịch lý hộp của Bertrand lâu đời hơn nhiều.